# Атомні прелюди
«А́томні прелю́ди» — перша  збірка поезій одного з представників шістдесятництва, — поета, прозаїка, режисера, актора, кіносценариста Миколи Вінграновського — яка з’являється друком 1962 року. Збірка налічує 48 віршів.

## Історія створення
Перші публікації віршів М.Вінграновського з'явились у 1957 р. («Дніпро»,№2) та 1958 р. («Жовтень», №8). Пізніше поезії молодої генерації з’являються на сторінках «Літературної України», яку редагує Павло Загребельний. Від 7 квітня 1961 року значну кількість місця займають у ній вірші Миколи Вінграновського (15), що були об’єднані під єдиною назвою  — «З книги першої, ще не виданої». Отож, прелюди автора («Прелюд Землі», «Прелюд кохання», «Зоряний прелюд») культурний світ побачили ще до видання «Атомних прелюдів». 

## Характеристика збірки

### Метафорична назва
У назву збірки Микола Вінграновський уводить музичний термін  — «прелюди». Заголовок виконує номінативну функцію та підпорядковує всі поезії єдиному творчому задуму. Отже, письменник визначає музикальність стильовою домінантою своєї першої збірки. Прелюд у музиці  — це «жанр камерно-інструментальної музики; п’єса вільного, імпровізаційного характеру», виконання якої дозволяло піаністові продемонструвати свою віртуозність. І рання творчість М.Вінграновського не підпорядковується жодним правилам. Вона мала зруйнувати прийняті раніше норми та протидіяти «соціалістичному реалізмові». Прелюд у музичній сфері є невеликим вступом до більш складного поліфонічного твору. Так, збірка «Атомні прелюди» складається зі значної кількості поезій  — усього їх сорок вісім; вона є прологом до подальшої творчості письменника.
Прикметник атомні у назві збірки є також відображенням її основної ідеї: «Глобальна загроза людству, з протесту проти якої стартує поезія Вінграновського, змушує його відчувати та мислити також у глобальних масштабах. Тож не дивно, що цю поезію пронизує такий потужний  — направду космічний  — пафос».

## Пісні
Більшість віршів збірки є римованими, що дає змогу покласти їх на музику. Наприклад, до музичної спадщини увійшли такі поезії М.Вінграновського: «Будеш, мати, мене зимувати…»(виконує КУля), «Величальна колискова»(Ніна і Тоня Матвієнко), «Це ти? Це ти. Спасибі… Я журюсь…» (O.Torvald), «Що робить сонце уночі…» (Tomato Jaws), «Може бути, що мене не буде…» (Крихітка).